# Fouche Venter
Pour les articles homonymes, voir Venter (homonymie).
Fouche Venter, né le 29 mai 1985, est un nageur sud-africain.

## Carrière
Fouche Venter est médaillé d'or du relais 4 x 100 mètres quatre nages, médaillé d'argent du relais 4 x 100 mètres nage libre et médaillé de bronze du 50 mètres papillon ainsi que du 100 mètres papillon aux Championnats d'Afrique de natation 2006 à Dakar.